# Zebrzydowice (gmina)
Pour les articles homonymes, voir Zebrzydowice.
La gmina de Zebrzydowice est une commune rurale de la voïvodie de Silésie et du powiat de Cieszyn. Elle s'étend sur 41,68 km² et comptait 12 612 habitants en 2006. Son siège est le village de Zebrzydowice.

## Villages
La gmina de Zebrzydowice comprend les villages et localités de Zebrzydowice, Kaczyce, Kończyce Małe et Marklowice Górne.

## Gminy voisines
La gmina de Zebrzydowice est voisine des gminy de Hażlach, Jastrzębie-Zdrój, Pawłowice et Strumień. Elle est aussi voisine de la République tchèque.